# Click-to-call
Click-to-call (CTC) ist ein Verfahren, welches das Einleiten eines Telefongespräches direkt aus einer Website heraus ermöglicht. In Webseiten eingebettete CTC Links (zum Beispiel , Click-to-Dial) sind dazu als Hyperlink ausgeführt. Eine zweite Variante verzichtet auf einen formatierten Link, der Cursor wird dazu im Text in eine zu wählende Zahlenfolge gesetzt, oder eine Zahlenfolge wird mit der Maus markiert, das Telefonat wird anschließend mit einem Maus-Rechtsklick oder durch Drücken der mittleren Maustaste eingeleitet.

## Funktion
Das Klicken auf einen in Webseiten eingebetteten Click to Call Link führt dazu, dass ein Webserver (wozu auch eine lokale Fritz Box zählt) einen Callback Ruf zu einem beliebig vorher vom Benutzer für diesen Dienst registrierten Telefon auslöst.

## CTC bei Google
Unter anderem experimentierte Google mit einem CTC-Dienst, geplant war dazu durch Google eine Adsense-Integration. Google-CTC-Anrufe waren für den Anrufenden kostenfrei geplant, doch mittlerweile hat Google sein Click to Call-Projekt modifiziert. Einzelheiten finden sich inzwischen auf einer Hilfe-Seite bei Google AdWords.

## Click-to-Dial
Bei Click to Dial handelt es sich um eine Wählhilfe der Firma AVM, welche ebenfalls wie Click to Call mit einem Browserplugin funktioniert. Click to Dial ist inzwischen fixer Bestandteil jeder Firmware der bekannten Fritzbox.